# Sovjetisk ubåd M-256
Den sovjetiske undervandsbåd M-256, var i brug i den sovjetiske flåde hvor den var betegnet som en Projekt 615 undervandsbåd (NATO rapporteringsnavnet var: Quebec-klassen). Undervandsbåden var en dieseldrevet angrebsubåd, designet for kystoperationer. Quebec-klassen var udrustet med to almindelige dieselmotorer og en Walthermotor der brugte flydende ilt som brændstof og kunne fungere under vand som et AIP-system (Air Independent Propulsion, luftuafhængig fremdrift). Systemet var i stand til at give en overlegen rækkevidde og hastighed under vand, dog var dette system forbundet med en betydelig brandfare.
U-båden hejste kommando den 21. december 1955 og forliste den 26. september 1957.

## Havari og forlis
Den 26. september 1957 under operative opgaver i Den Finske Bugt i en kraftig kuling, eksploderede et af fartøjets dieselmotorer. Der opstod en kraftig brand i maskinrummet, som hurtigt spredte sig til andre rum i fartøjet. U-båden uddykkede, og besætningen blev evakueret til vejrdækket. Fire nærved liggende skibe var ude af stand til at yde bugserhjælp på grund af vejrforholdene. Cirka fire timer efter brandens udbrud, mistede båden pludselig langskibs stabilitet og sank på få minutter.
Af 35 ombordværende, blev kun syv personer reddet.

## Årsag til forliset
Man formoder at antændelse af den ombordværende flydende ilt virkede som katalysator efter eksplosionen af den ene dieselmotor.

## Ekstern henvisning
- Miramar Ship Index – tilgang med abonnement  Arkiveret 7. februar 2005 hos  Wayback Machine